# Ahmad al-Qalqashandi
Ahmad al-Qalqashandi (1355-16 juillet 1418) est un historien et mathématicien égyptien, compilateur auteur de Subh al-A’sha (en arabe : صبح الأعشى), riche répertoire destiné aux membres de l’administration. Cette encyclopédie très bien organisée et qui couvre un large éventail de sujets se révèle particulièrement utile pour l'histoire et la géographie du Moyen-Orient. Elle contient une section sur la cryptologie, dans laquelle étaient proposées des méthodes de chiffrement et de décryptage, ainsi que des tables de fréquence des lettres.
Cet ouvrage a été imprimé en 14 volumes au Caire (1913-1919).

## Sources
1. ↑  « Aḥmad ibn ʿAlī al- Qalqašandī (1355-1418) », sur data.bnf.fr (consulté le 6 février 2021)
2. ↑  Robert Collison, Encyclopædias: their history throughout the ages, New York, 1964, p. 72.